# فرودگاه شهرستان مارلبرو
فرودگاه شهرستان مارلبرو (به انگلیسی: Marlboro County Jetport) (به زبان بومی: H.E. Avent Field) یک فرودگاه همگانی بهره‌برداری هوایی با کد یاتا BTN است که یک باند فرود آسفالت دارد و طول باند آن ۱۵۲۴ متر است. این فرودگاه در کشور ایالات متحده آمریکا قرار دارد و در ارتفاع ۴۵ متری از سطح دریا واقع شده‌است.